# 斜里ハリストス正教会

斜里町の位置

斜里ハリストス正教会（しゃりはりすとすせいきょうかい）は、日本ハリストス正教会に所属し、生神女福音会堂（しょうしんじょふくいんかいどう・北海道斜里郡斜里町美咲に所在）を有する、正教会の教会である。日本正教会の会堂・教会としては日本国内で最北に位置する。

## 概要
斜里町における正教会の歴史は宮城県から北海道に移住した信徒達に始まる。最初の会堂建設は1915年（大正4年）に行われている。現在の会堂である生神女福音会堂は1979年（昭和54年）に成聖された。小規模な教会ながら信仰活動を継続し現在に至っている。
2012年4月現在、管轄は釧路ハリストス正教会の管轄司祭であるステファン・内田圭一神父が兼任している。

### 初期の歴史

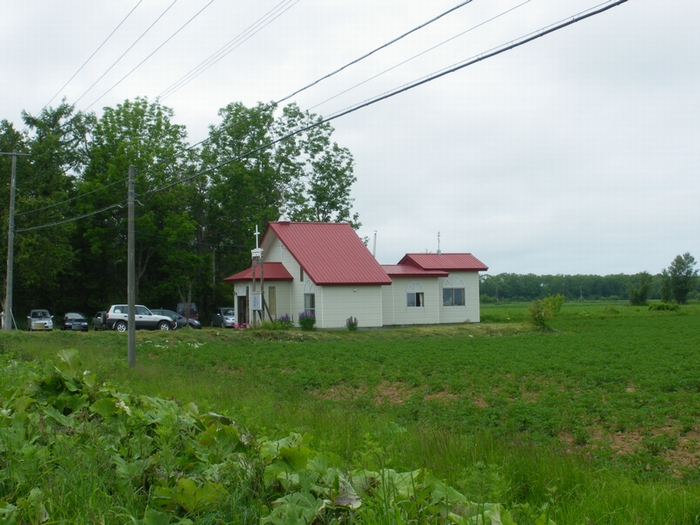
斜里ハリストス正教会：生神女福音会堂の遠景

宮城県宮城郡原町から北海道に移住したパウエル佐藤勘吉ら6戸は当初1908年（明治41年）に北海道上川郡人舞村に入植したが、農業に適さない土地であったため別に適地を求め、1912年（大正元年）に斜里村川上に再入植した。斜里の正教会の歴史はこのように大正時代に始まっており、亜使徒聖ニコライの存命していた時期とは殆ど重なっていない（聖ニコライは1912年2月16日に永眠）。
同じ頃（1908年）、斜古丹教会（色丹島の斜古丹にあった日本正教会の教会）からパウエル小川伝教者が網走に転任しており、網走教会は釧路教会のロマン福井寧神父の管轄の下で教勢が盛んとなっていた。
網走教会のパウエル小川伝教者が1912年（大正元年）11月18日にはパウエル佐藤勘吉宅を訪問している事や（その後もパウエル小川は幾度か斜里を訪問している）、1913年（大正2年）の4月27日の復活大祭にはパウエル佐藤勘吉をはじめとする斜里の信徒10名が網走教会の会堂に宿泊して参祷した事が記録に残されている事にもみられるように、斜里の信徒達は網走教会と密接な関係を持っており、信徒一同は網走教会に献金をしていた（網走教会はその後教勢が衰えて消滅、2010年10月現在、網走に正教会の教会は存在していない）。また、釧路教会にあって管轄司祭を兼任するロマン福井神父もはじめて1913年（大正2年）斜里の信徒宅を訪問しており、現在も行われている道東地区の正教会の協力関係が既に始まっていた事が分かる。
1915年（大正4年）9月28日、斜里で初めての正教会の会堂が竣工した。これは日本正教会の主教であって聖ニコライの後継者であったセルギイ・チホミーロフ主教が巡回する前日にあたっており、セルギイ主教の巡回に合わせたものであった。7月上旬から6戸8名の男性信徒達によって自力で起工し、建設作業をその後も続行、セルギイ主教の巡回に間に合わせた。男性信徒が会堂建設に労力を割く中で、女性信徒達が主教の夜具新調と農作業にあたった事と合わせ、少数の信徒達のみの作業で会堂を完成させたことは嘆賞措くあたわざる善行とパウエル小川伝教者は記している。
同年9月29日快晴、午後6時より、成聖式は巡回に来たセルギイ主教とロマン福井神父によって行われた。この時の会堂名は宇津内ハリストス正教会堂であり、所在地はウツナイ3号西1線20番地であった。9月30日には同会堂で聖体礼儀も行われた。
このセルギイ主教の巡回時、9月30日には斜里の一等旅館に宿泊予約を入れていたが、主教一行の服装（リヤサ姿）から「耶蘇の外国宣教師」と見た一等旅館の女将に宿泊を断られ、宿泊先を川島旅館に替えた事が記録に残されている。
当時の教会堂は斜里川の近くであったため春の融雪期には水害に遭い、清掃に信徒が集まることもあった。第二次世界大戦終戦後、堤防の設置に伴い、1948年（昭和23年）4月20日に会堂を原形のまま斜里町美咲に移転した。

### 現在の会堂

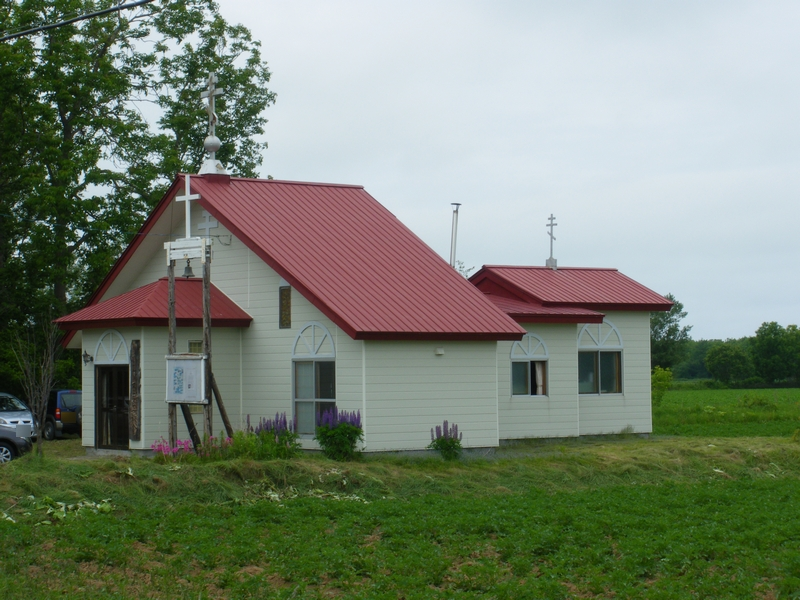
斜里ハリストス正教会：生神女福音会堂

1979年（昭和54年）9月30日に現会堂が斜里町美咲に建立（けんりつ）された。成聖式は仙台および東日本の主教であるセラフィム・シギリストによって執り行われた。生神女福音祭を記憶しているため、生神女福音会堂と呼ばれる。